# Cantón de San Francisco Javier
El cantón de San Francisco Javier es una vía pública de la ciudad española de Vitoria.

## Descripción
La vía, que recibió el título actual en octubre de 1887, discurre desde la calle de las Escuelas hasta la confluencia de la de San Vicente de Paúl con Nueva Dentro, donde conecta con la del Colegio de San Prudencio. El cantón tiene cruces con la de la Cuchillería y la de la Pintorería. Aparece descrito en la Guía de Vitoria (1901) de José Colá y Goiti con las siguientes palabras:

Cantón de San Francisco Javier.—Se le dió este nombre primitivo en 12 de octubre de 1887. Abarca desde la plazuela de Arrieta hasta la calle Nueva dentro.
(Colá y Goiti, 1901, p. 55)

El nombre honra a Francisco Javier (1506-1552), religioso y misionero de la Compañía de Jesús que se dedicó a la evangelización de Asia y que fue canonizado por la Iglesia católica. En el cantón han estado el Conservatorio de Música —en el edificio de la Academia de Dibujo— y una sociedad artística y cultural de nombre Indarra.